# Triptyque comtois
Le Triptyque comtois est composé de trois courses cyclistes professionnelles, la Classic Grand Besançon Doubs, le Tour du Jura et le Tour du Doubs. Regroupées sur un même week-end depuis 2021, elles se tiennent initialement début septembre, avant d'être décalées à la mi-avril depuis 2023.
Le vendredi, la Classic Grand Besançon Doubs se déroule autour de Grand Besançon Métropole, avec départ au centre de Besançon et arrivée à Montfaucon, au sommet de la côte de la Malate. Le samedi, le Tour du Jura se déroule dans le Jura avec un départ et une arrivée pouvant varier selon les années, et le dimanche, le Tour du Doubs se court dans le département du Doubs. Ces courses sont considérées comme des courses classiques au même titres que les courses qui se déroulent en Belgique ou dans le nord de la France, en raison de la typologie des parcours et des distances proposées. Les trois courses sont indépendantes l'une de l'autre ce qui permet aux équipes de présenter durant ce week-end des équipes différentes au départ de chacune des épreuves.

## Palmarès
| Année | Classic Grand Besançon Doubs    | Tour du Jura                    | Tour du Doubs          |
| ----- | ------------------------------- | ------------------------------- | ---------------------- |
| 2021  | Biniam Girmay (DKO)             | Benoît Cosnefroy (ACT)          | Dorian Godon (ACT)     |
| 2022  | Jesús Herrada (COF)             | Ben O'Connor (ACT)              | Valentin Madouas (GFC) |
| 2023  | Victor Lafay (COF)              | Kévin Vauquelin (ARK)           | Jesús Herrada (COF)    |
| 2024  | Lenny Martinez (GFC)            | David Gaudu (GFC)               | Lenny Martinez (GFC)   |
| 2025  | Guillaume Martin-Guyonnet (GFC) | Guillaume Martin-Guyonnet (GFC) | Mattéo Vercher (TEN)   |

## Couverture médiatique
Depuis 2025, les trois courses sont diffusées sur Eurosport Max et France 3 Bourgogne-Franche-Comté.